# Wereldkampioenschappen fitness en aerobics
De wereldkampioenschappen fitness en aerobics zijn door de Fédération Internationale de Sports, d’Aérobic et de Fitness (FISAF) georganiseerde kampioenschappen voor fitness- en aerobics-atleten.

## Edities
| Editie | Jaar | Locatie                                 |
| ------ | ---- | --------------------------------------- |
| 1      | 2011 | Gold Coast (Australië)                  |
| 2      | 2012 | Dordrecht (Nederland)                   |
| 3      | 2013 | Belgrado (Servië)                       |
| 4      | 2014 | Praag (Tsjechië)                        |
| 5      | 2015 | Lamentin (Martinique)                   |
| 6      | 2016 | Wenen (Oostenrijk)                      |
| 7      | 2017 | Leiden (Nederland)                      |
| 8      | 2019 | Leiden (Nederland)                      |
| 9      | 2021 | Online                                  |
| 10     | 2022 | Ostrava (Tsjechië) Vítkovice (Tsjechië) |